# Номер социального страхования

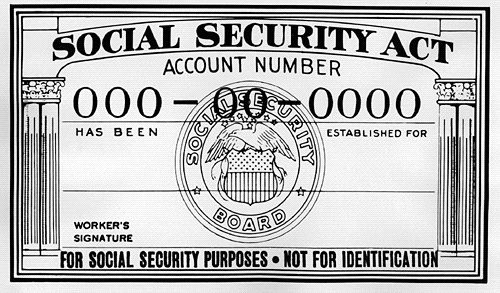
Карта старого образца

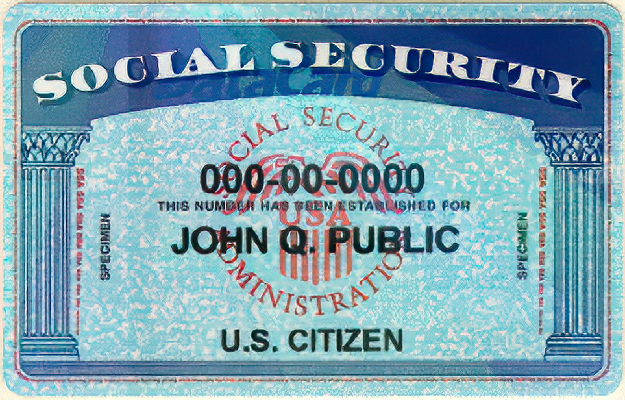
Карточка SSN, 1982 г.

Номер социального страхования (англ. Social Security number, иногда переводится как номер социального обеспечения) — уникальный девятизначный номер, присваиваемый гражданам и резидентам США. Выделение номера и изготовление карты осуществляется на безвозмездной основе Агентством социального обеспечения (Social Security Administration).

## Применение
Основное предназначение номера — налоговый учёт работников и пенсионный учёт. В последнее время номер SSN стал де-факто национальным идентификационным номером. Для получения SSN нужно подать заявление по форме Form SS-5, «Application for A Social Security Number Card».
Данный номер часто требуют при поступлении на работу, в банках для открытия счетов, аренде квартир, а также при предоставлении медицинских услуг.
Номера записываются в виде: 078-05-1120 (номер региона, номер группы, последовательный номер в данной группе). В отличие от многих других идентификаторов (например, ИНН), не имеют контрольной цифры. Изначально номера регионов соответствовали системе почтовых индексов, но с 2011 года они присваивается случайно и не имеют самостоятельного значения.

## Злоупотребления
Данные номера являются персональной информацией и мошенники стремятся заполучить легальные номера, совершив тем самым т.н. кражу личности.

## Карта
Внешний вид карты и материал, из которого она изготовлена, зависят от года выпуска. Агентство Социального обеспечения рекомендует хранить карточку в надёжном месте и не носить её при себе постоянно. В случае изменения гражданином имени ему бесплатно и без смены номера выдается новая карта. В случае утраты карты повторное её изготовление производится бесплатно (ограниченное количество раз).